# Delovno okolje
Delovno okolje je okolje, v katerem posameznik opravlja svoje delovne aktivnosti. V njem preživi povprečno po osem ur na dan, pet dni na teden. Vpliva na zadovoljstvo zaposlenih na delovnem mestu in z njihovo delovno uspešnostjo. Z raziskovanjem delovnega okolja se ukvarja veja psihologije, imenovana organizacijska psihologija.

## Fizično in psihično delovno okolje
Delovno okolje je razdeljeno na fizično in psihično delovno okolje. Fizično delovno okolje je širok pojem, ki vključuje fizične značilnosti prostora, značilnosti dela samega, širše organizacijske značilnosti in vidike izven organizacije. Primeri dejavnikov fizičnega okolja so hrup, osvetlitev, ureditev prostorov. To okolje sprejemamo s pomočjo čutil, njegovi vidiki pa so različno pomembni za psihološko okolje. To pa sestavljajo tiste značilnosti delovnega okolja, ki so relevantne za vedenje zaposlenega, za njegove kognicije, vedenje in čustva, torej za njegovo psihološko blagostanje.
Odnos med fizičnim in psihičnim okoljem pa ni popolnoma transparenten. Na psihološko blagostanje ne vplivajo fizični dejavniki sami od sebe, temveč vplivajo posameznikove interpretacije teh dejavnikov. Bolj je torej pomembno zaznavanje delovnih pogojev kot samo objektivo okolje. Pomembna pa je lahko tudi interakcija različnih dejavnikov, tudi če posamezne značilnosti niso.
Fizično okolje pa poleg omenjenega vpliva tudi na socialno interakcijo med zaposlenimi, pri čemer je pomembna predvsem razporeditev prostorov,  pa tudi na fizično varnost, zagotavljanje zasebnosti in podobno.

## Okoljsko udobje in stresorji

### Okoljsko udobje
Okoljsko udobje pomeni način, na katerega posamezniki nadzirajo svoje okolje, se nanj prilagajajo in z njim upravljajo, s čimer si želijo zagotoviti lastno blagostanje. Ta koncept predpostavlja, da je poleg zdravja in varnosti v delovnem okolju pomembna tudi podpora okolja. Pod okoljsko udobje spadajo fizično, funkcionalno in psihološko udobje. Fizično udobje se nanaša na standarde in norme za oblikovanje okolja, ki je varno in zdravo za uporabnike, torej ne povzroča poklicnih bolezni. Pri tem je pomembna svetloba, temperatura, dovolj zraka, nizka glasnost hrupa, toaletni prostori in podobno. Funkcionalno udobje pa povezuje fizično udobje z delovnimi nalogami uporabnikov tega okolja. Za ta vidik okoljskega udobja so pomembne tiste značilnosti delovnega okolja, ki podpirajo točno določeno aktivnost, ki se v njem izvaja. Psihološko udobje pa se nanaša na posedovanje, nadzorovanje in odgovornost za svoj teritorij. Pomemben je torej nadzor virov v okolju, socialni procesi in podobno. Ti trije vidiki okoljskega okolja pa niso med seboj neodvisni, temveč se prepletajo in skupaj zagotavljajo potrebe, ki jih posameznik zadovoljuje v delovnem okolju. Minimalni standardi, ki jih delovno okolje mora imeti, torej varnost, čistoča in dostop do delovnega okolja, se imenujejo bivanjski prag.

### Stresorji
Nekateri dejavniki v delovnem okolju zaposlenemu predstavljajo možnost fizične ali psihološke ogroženosti. Tem dejavnikom rečemo stresorji in povzročajo stres na delovnem mestu. Posameznik se lahko stresorjem do neke mere prilagaja oziroma jih tolerira, torej se spoprijema s stresom, in na njegovo učinkovitost ne vplivajo. Vseeno pa lahko pa posamezniku pustijo posledice. Veliko stresa lahko na primer vpliva na izgorelost, ki pa zelo negativno vpliva na produktivnost posameznika.
Zato obstajajo različne intervencije, ki zmanjšujejo stresorje na delovnem okolju. Delijo se na primarne, sekundarne in terciarne intervencije. V sklopu primarnih intervencij se spreminja in odstranjuje stresorje v delovnem okolju, oziroma se zmanjšuje njihove posledice. Pogosto to pomeni preoblikovanje delovnih nalog in delovnega okolja. Delovni prostor lahko stres zmanjšuje, če je oblikovan tako, da ima zaposleni možnosti počitka, saj se tako lažje sooči s stresorji. Pozitivno lahko na primer vpliva že lep razgled skozi okno, s pomočjo katerega lahko zaposleni za nekaj časa pozabi na stresno okolje. Sekundarne intervencije spreminjajo odzive posameznikov na stresorje, terciarne pa se nanašajo na zdravljenje škodljivih posledic stresorjev.

## Fizični dejavniki delovnega okolja

### Osvetljenost
Delovno mesto je lahko osvetljeno z naravno ali umetno svetlobo. Čeprav ni razlike v njuni kakovosti, je priporočljivo imeti na delovnem mestu naravno svetlobo, saj jo ima večina zaposlenih rajši. Razlog za to je prepričanje, da je takšna svetloba zanje boljša, pozitivno pa vpliva tudi razgled skozi okno. Dobro je, so okna visoka, da svetloba seže dlje v prostor, na steklu pa je dobro imeti zaščito proti bleščanju. Če se obe svetlobi mešata, mora biti umetna svetloba barvno čim bolj podobna naravni. Za desničarje je primerno imeti vir svetlobe na levi strani, levičarjem pa je ljubša svetloba z nasprotne strani. Svetloba vpliva na zdravje in blagostanje zaposlenih, neprimerna pa lahko povzroči težave z vidom, glavobole, pa tudi delovne nesreče. Če svetloba v delovnem prostoru ni dovolj močna, zaposleni s težavo ločijo med različnimi detajli, zato je osvetljenost najbolj pomembna pri delu z majhnimi predmeti ali pri pomembnosti detajlov. Podobno se zgodi tudi ob majhnem svetlobnem kontrastu med predmetom in okolico. Starejši zasposleni pa za enako delo potrebujejo več svetlobe kot mlajši.
Uporaba računalnikov je spremenila zahteve svetlobe na delovnem mestu. Sedaj je posameznikom ljubša nižja stopnja osvetljenosti, še posebej si ne želijo velikega kontrasta med svetlobo zaslona in osvetljenostjo prostora. To namreč povzroči bleščanje zaslona, kar oteži delo, povzroča utrujenost oči in glavobole.

### Temperatura in toplotno ugodje
Toplotno ugodje je odvisno od temperature zraka, ki mora biti primerna glede na opravljano delo, oblačila zaposlenih, delovni čas, starost in zdravstveno stanje zaposlenih. Glede na standarde RS je primerna temperatura okolja, kjer se opravlja mentalno in lažje fizično delo med 23 in 26 °C poleti in med 20 in 24 °C pozimi. Visoke temperature zraka namreč otežujejo opravljanje dela, predvsem fizičnega, nizke pa vplivajo na manjšo uspešnost pri izvajanju dela, ki zahteva fine motorične spretnosti. Pravilnik o zahtevah za zagotavljanje varnosti in zdravja delavcev na delovnih mestih v 25. členu delodajalcu tudi nalaga, da temperatura na delovnem mestu ne sme presegati 28 °C, razen če je delovno mesto »vroče«, in mora zaposlenim zagotavljati toplotno udobje. Znižanje ali zvišanje telesne temperature, ki je posledica temperature zraka, pa pomeni dodaten stresor. Ljudje smo različno občutljivi na spremembo temperature. Najbolj jo opazijo posamezniki s sedečimi deli in ženske, verjetno zato, ker nosijo lahkotnejša oblačila.

### Zrak
Na delovnem prostoru je pomembno, da je zrak svež, se dovolj giba in imajo prostori dovolj prezračevanja. Vse to je pomembno, ker lahko kakovost zraka vpliva na zdravstveno stanje zaposlenih. To je še posebej verjetno v prisotnosti strojev in pisarniške opreme, ki oddajajo toksične emisije, spodbujajo pa tudi rast bakterij in glivic. Negativno vpliva tudi manjša onesnaženost zraka, saj vpliva na glavobole, suhe oči in grlo, utrujenost, kožne izpuščaje, razdražljivost … Vse to povečuje stres na delovnem mestu, ta pa niža učinkovitost. K izboljšanju zraka pripomorejo tudi rastline, ki pozitivno vplivajo tudi na počutje zaposlenih. Boljša kakovost zraka vpliva na manj odsotnosti od službe zaradi bolezni.

### Hrup
V delovnem okolju lahko hrup pomeni mnogo stvari, kot so zvoki drugih ljudi, mehanskih strojev, pisarniške opreme, glasba in zvoki iz zunanjega okolja. Le redko je hrup tako glasen, da bi vplival na okvare sluha, vendar pa lahko negativno vpliva na učinkovitost zaposlenih in na zadovoljstvo z delom, poslednično pa na kakovost dela. Obstajajo pa razlike med posamezniki, saj isti hrup ne moti vseh enako. Hrup je škodljiv, če dnevna izpostavljenost presega 85 dB ali ob zahtevnejšem mentalnem delu 45 do 50 dB, vendar pa lahko tudi tišji hrup vpliva na delo. Povezava med hrupom in kakovostjo dela ni enostavna, saj včasih hrup ne vpliva na kakovost, včasih pa jo celo izboljša. Hrup najbolj vpliva na kompleksne miselne naloge. Poleg tega oteži komunikacijo med sodelavci, kar je težavno, če je komunikacija pomembna za delo.
Čeprav jo večina posameznikov med delom rada posluša, pa nekaterim tudi glasba pomeni hrup. Najraje jo poslušajo mladi z monotonimi delovnimi nalogami. Učinek glasbe je odvisen od različnih dejavnikov – od zvrsti glasbe, dolžine predvajanja glasbe, značilnosti zaposlenih, dela dneva in od dela samega. Glasba mora služiti za ozadje, biti mora tiha, njen tempo pa ne sme biti prepočasen ali prehiter.

### Prostorska ureditev
Pri prostorski ureditvi gre za razdelitev, lokacijo, velikost in obliko delovnega okolja. Ti dejavniki so pomembni, ker vplivajo na občutek varnosti, nadzora in zasebnosti zaposlenega, dobro pa je tudi, da je ureditev prostora ustrezna glede na naloge zaposlenega. Ustrezno delovno okolje pozitivno vpliva na delovno zadovoljstvo in uspešnost. Pomembno je tudi za komunikacijo na delovnem mestu in sodelovalno delo.
Na zadovoljstvo z delom vpliva dovolj velik delovno prostor, dovolj prostora za osebne predmete in delovne pripomočke, ergonomičnost pohištva, ki lahko negativno vpliva na zdravje zaposlenih, in podobno. Še posebej velikost prostora pa je povezana s statusom, saj velja za pomembnega sodelavca tisti, ki ima večje delovne prostore.

### Arhitekturne značilnosti
Sem spadajo stil opreme, meje prostora, barve in umetniška dela. Vse to služi identifikaciji zaposlenih z organizacijo, pa tudi kažejo identiteto in status organizacije. Barve so na delovnem mestu pomembne iz več razlogov, saj lahko ločujejo oddelke med seboj, označujejo pomembne predmete in pomagajo pri usmerjanju prišlekov, pa tudi zaposlenih.
Za posameznika so zelo pomembni osebni predmeti, saj omogočijo personalizacijo delovnega prostora in vnašanje estetike vanj. Zaposleni za to uporabijo različne predmete, kot so fotografije družine in prijateljev, rastline, skodelice za čaj in kavo ter podobni predmeti, ki jim nekaj pomenijo. To pozitivno vpliva na zadovoljstvo in občutek nadzora, ki povečuje socialno moč, pa tudi na motivacijo za delo in učinkovitost.

## Zgodovina raziskovanja delovnega okolja
Raziskave na področju delovnega okolja so se začele okoli leta 1900, prve študije so bile izvedene v Veliki Britaniji. Preiskovali so vpliv temperature in ventilacije na delovno učinkovitost in podobno. V teh časih so na delavce gledali podobno kot na stroje. Njihova filozofija je bila, da morajo biti razmere v delovnem okolju dobre, da se ti ne ‘pokvarijo’ in lahko dobro delajo. Zavedali so se torej le fizičnega okolja, zanemarjali pa dejstvo, da imajo zaposleni tudi potrebe, ki niso le fizičnega izvora.
To pa je spremenila Hawthornova študija. Gre za študijo, ki jo je leta 1924 izvedel Elton Mayo s sodelavci. Ugotavljala je vpliv kvalitete in kvantitete osvetlitve na učinkovitost dela v industriji. To je verjetno najbolj znana raziskava na področju organizacijske psihologije, saj predstavlja preskok v organizacijski psihologiji. Spodbudila je namreč številne psihologe, ki so se bolj poglobili v vpliv fizičnega okolja na delo. Poleg tega so se raziskovalci začeli spraševati o vplivu odmorov, odnosov med sodelavci in klimo v delovnem prostoru na delovno učinkovitost. Raziskovalci so bili so tudi prvi, ki so preko intervjujev delavce povprašali o njihovem zadovoljstvu na delu. Izpostavila pa je zanimiv odziv zaposlenih na opazovanje njihovega dela, ki so ga poimenovali učinek Hawthorne.
Skozi leta se zahteve o delovnih pogojih spreminjajo, in sicer na podlagi raziskav, pa tudi zaradi številnih novih pripomočkov, ki jih včasih niso uporabljali. Največja sprememba na področju fizičnega okolja je bil seveda računalnik. V delovnem okolju se je njegova uporaba hitro razširila in privedla do novih zahtev, pa tudi do novih raziskav, ki so se še posebej osredotočale na osvetljenost prostora pri delu z računalnikom. Spremembo v raziskavah gre opaziti tudi pri premiku od raziskovanja pogojev v tovarnah, ki je prevladovalo na začetku, k raziskovanju pisarn.
V zadnjem času raziskovalce poleg fizičnega delovnega prostora vedno bolj zanima tudi virtualni prostor. Zaposleni v njem preživijo vedno več časa, zato so pri delu postali pomembni tudi dejavniki, ki vplivajo na takšen način dela. Virtualno delovno okolje je še posebej pomembno, ker je zaposlenemu dostopno ves čas, tudi takrat, ko ni v svojem fizičnem delovnem okolju.